# Toxodon
Toxodon és un gènere de mamífer notoungulat extint de la família dels toxodòntids. Se n'han trobat restes fòssils a l'Argentina, Bolívia, el Brasil, Guatemala, Panamà, el Paraguai, el Perú i l'Uruguai.